# 分音器
分音器 是 電子濾波器 在音頻上的應用。由於市面上大部分單獨的揚聲器單元無法在人耳可聞的頻率範圍(20Hz~20kHz)內，將所有頻率成分以足夠的音壓、夠低的失真完整重現，多數高傳真揚聲器會由若干不同揚聲器單元組成、分別負責不同頻率範圍的重現。分音器的功能便是將電子訊號依據事先設定的頻率範圍分離、並輸入至相對應的單元，使它們能夠如預期般地工作。
依據分音器在訊號路徑上所在的位置，可分為被動分音器與主動分音器。被動分音器位於功率放大器與揚聲器之間，主動分音器則位於功率放大器之前。主動分音器又可根據訊號處理的模式分為類比與數位兩種，數位主動分音器通常能提供除分音以外的功能如：限制、延遲、等化等功能。

## 簡介

Comparison of the magnitude response of 2 pole Butterworth and Linkwitz-Riley crossover filters. The summed output of the Butterworth filters has a +3dB peak at the crossover frequency.

一個理想分音器的定義會根據設定的目標有所不同。例如最後目標是將分離的訊號再度混合，則理想分音器定義為：分離的訊號再度疊加後，總合的頻率響應與相位響應保持平坦；現實中這樣的目標只能盡可能趨近而無法完全達成，而趨近的方法仍有爭論。另外，實際上的揚聲器單元本身的頻率響應與相位響應並非平坦，面對這樣非理想的後端，使用理想分音器的意義並不大，因為最後聲波疊加的的結果仍為非理想。綜合以上所述，我們在設計分音器時，必須考慮揚聲器單元、箱體等特性，通常在最佳化之後的設計，都是採用非理想、非對稱的分音器。
音頻領域所使用的分音器種類繁多，但常用者不外乎以下幾種。

## 分類

### 根據頻段數量分類
我們可以濾波器的頻段數量來分類分音器，通常在揚聲器的規格中，會以「N音路」的方式來呈現。如：二音路揚聲器的分音器，由低通濾波器與高通濾波器組成；三音路則是低通濾波器、帶通濾波器、高通濾波器。四音路的揚聲器並不常見，因為分音器的設計複雜度過高，且整體的聲學表現不見得較二、三音路者為佳。
為了保護低頻揚聲器單元，我們有時會將分音器中的低通濾波器加上高通濾波器，以濾除低於該單元低頻重播極限的訊號，除避免浪費不必要的功率外，也保護揚聲器單元不致被過量的極低頻訊號燒毀。同樣地，高頻揚聲器單元亦可加上低通濾波器發揮相同作用，但這樣的設計相對少見。
至今有部分廠商會採用所謂「N.5音路」的設計，代表額外增加一只超低頻揚聲器單元，負責重播與低頻揚聲器單元相同的頻段、但延伸至更低。

### 根據分音器的組成元件分類
根據我們的設計，分音器組成元件亦有多種組合，我們可根據元件來分類。

#### 被動分音器

A passive crossover

顧名思義，被動分音器由電阻、電容、電感等被動元件組成，最常使用 Cauer topology 來達成巴特沃斯濾波器的特性。高效能的被動分音器造價很可能比主動分音器來得昂貴，因為能承受高電壓、電流的被動元件非常昂貴，常用電容器如：PP電容、銅箔電容、電解電容等；電感器則由銅線纏繞鐵芯而成，根據鐵芯可分為空氣芯電感、鐵粉芯電感、亞鐵電感、矽鋼片電感等。為了避免揚聲器單元被過大的功率損壞，被動分音器可加入保護裝置如：保險絲、熱敏電阻、燈泡、無熔絲開關。另外，現代的被動分音器也會設計等化電路(如Zobel Networks)，以補償揚聲器單元的阻抗隨頻率改變的特性。
被動分音器有顯著的缺點：體積龐大、消耗大量的功率。另外，它們的頻率特性受負載阻抗的影響，嚴重降低了使用上的靈活度。理想的分音器通常具有等化電路與頻率補償電路的分音器，使其非常難以設計。分音器領域的專家Siegfried Linkwitz曾表示：唯一使用被動分音器的理由是它們的低價。它們的特性根據訊號大小而變，且箝制了功率放大器驅動揚聲器單元的能力。假如重播特性是我們的首要考量，使用被動分音器只會浪費更多的設計時間。

#### 主動分音器
顧名思義，主動分音器包含了主動元件，如運算放大器，在過去幾年很常被使用。由定義上來看，主動分音器再訊號路徑上的位置在於功率放大器之前，處理的訊號等級也是被放大之前的小訊號；相反地，被動分音器則是處理功率放大器與揚聲器之間的大訊號。但也由於這樣的特性，主動分音器有增加額外雜訊的可能性。

Typical usage of an active crossover, though a passive crossover can be positioned similarly before the amplifiers

主動分音器的每個音路都需要獨立的功率放大器來驅動揚聲器單元，二音路主動分音系統便需要兩台功率放大器，一只驅動低音揚聲器、一只驅動高音揚聲器。這意味著相同音路的主動分音器統，造價較被動分音系統更高昂。但撇除價格上的劣勢，主動分音器有著下列優點：
- 頻率特性不會受揚聲器單元的電氣特性所影響。
- 頻率特性可輕易調整，如：分頻點、分頻斜率、輸出增益、濾波器種類(Bessel, Butterworth, etc.),
- 提升揚聲器單元之間的分離度，也就是減少互調失真與過載失真。
- 功率放大器與揚聲器單元之間沒有額外的阻隔，保留對音圈最大的驅動能力，減少單元本身動態改變的電氣特性對整個系統造成的影響，同時改善系統的暫態響應。
- 屏除了被動元件造成的功率損失後，對於功率放大器的功率輸出要求得以降低，某些情況下能減低至一半以上。如此一來，功率放大器可工作在較低的電平，線性度通常有所提升，在降低成本外亦能增加訊號品質。

##### 數位分音器
數位分音器可利用數位訊號處理晶片或其他微處理器來實現。根據原理，數位分音器乃是採用數位演算法來實現IIR濾波器，以趨近傳統類比電路的效果，或是實現FIR濾波器，達成在類比電路無法設計的特性。IIR濾波器(Bessel, Butterworth, Linkwitz-Riley etc.)具有近似類比電路的特性，同時運算量較低、佔用較少的CPU資源；相對地，FIR濾波器具有更高的階數、更陡峭的分頻斜率，但也佔用較多的CPU資源。FIR濾波器的最大優點在於可設計為線性相位響應，對於聲音的重現非常有利，但會付出延遲時間較長的代價(較IIR或最小相位FIR都為長)。此外，IIR濾波器若設計不當，有發生非線性失真的風險。

#### 機械分音器
機械分音器乃採用機械結構為主要元件，利用揚聲器單元振膜的特性達成分音的目的。此類分音器最常被使用在全音域單元，做法是在原先的紙盆中央加上直徑較小的輔助紙盆，組合而成的共同體會形成類似分音器的作用：，讓主紙盆僅跟隨較低的頻率震動，輔助紙盆則對所有頻率成分都有反應，但因其質量較小，僅在高頻的部分對聲波的產生有所貢獻。如此一來，特殊的機械結構就形成了天然的分音器。材料的選擇與設計是機械式分音器最重要的一環，且有著相當高的難度，需搭配電腦輔助設計。 
另一常見的機械分音器是揚聲器單元上方的防塵蓋，其原理與輔助紙盆相近。  

### 根據濾波器階數或分頻斜率分類
濾波器有可根據階數或分頻斜率分類，由濾波器組成的分音器亦然。在整個音響系統中，最終的分頻斜率可能單獨由分音器特性決定，或由分音器特性與揚聲器單元的物理特性共同決定(疊加後的整體分頻斜率通常較分音器本身為高)，如三階或四階的揚聲器系統，其分音器本身通常只有二階。前者的前提為揚聲器單元的頻率響應在分音器的通帶中皆保持平坦，而後者的前提為揚聲器單元在分音器所設定的頻帶之外仍需有良好的表現，如高音單體在高通濾波器的臨界頻率以下仍保持特性良好且不損壞。這樣的假設在現時中很難被實現。以下我們將探討電子濾波器以及揚聲器系統的階數與分頻斜率，並分析它們的優劣。
大多數分音器採用一階到四階的電子濾波器。因為成本與複雜度的考量，更高階數的濾波器很少出現在被動分音器當中，偶爾可能在主動分音器中見到它們的蹤跡。

#### 一階分音器
一階分音器具有20 dB/decade ( 6 dB/octave) 的分頻斜率，轉換函數一定屬於巴特沃斯濾波器。一階分音器被許多音響發燒友視為理想的分音器，因為這類分音器在暫態響應良好，亦即在濾波器的導通帶當中，頻率響應與相位響應非常平坦；此外，它使用最少的電子元件完成分頻的工作，產生的損失相對較低。不過，也因為一階分音器的分頻斜率低，在導通帶以外也保留了更多我們不想要的訊號。如此一來，低音單元容易接收到在分頻點以上的高頻成分、產生較大的失真；高音單元容易接收到在分頻點以下的低頻成分，除失真外更可能因此損壞。
實際應用上，採用一階分音器的揚聲器系統不容易設計，因為必須配合頻率響應非常寬闊的揚聲器單元, 且較低的分頻斜濾使得單元之間的干涉更加明顯，也就是揚聲器的離軸頻率響應將有劇烈變動。

#### 二階分音器
二階分音器具有40 dB/decade (12 dB/octave) 的分頻斜率，轉換函數可為貝塞爾濾波器、Linkwitz-Riley濾波器或巴特沃斯濾波器，根據揚聲器單元的特性而設計。這類分音器在被動分音器中最為常見，因為它在設計複雜度、頻率響應與高音單元保護性當中取得了合理的平衡。當揚聲器的所有單元的擺放在時域上對齊，二階分音器與所有的偶數階分音器都能夠提供對稱的極性響應。
二階的分音器普遍被認為在相同臨界頻率的高通與低通濾波器之間有著180度的相位差。鑒於此，二音路系統的分音器與高音單元之間通常被反相，以解決此問題：被動分音系統將高音單元接線相反即可；主動分音系統則須將高通濾波器的輸出反相。而三音路系統通常會將中音單元反相。然而，這樣的做法僅在揚聲器單元之間頻率範圍大量重疊且在時域上對齊的情況下有效。

#### 三階分音器
三階分音器具有60 dB/decade (18 dB/octave) 的分頻斜率，且轉換函數通常屬於巴特沃斯濾波器：相位響應良好、疊加後的頻率響應平坦，與一階分音器相同。不過，三階揚聲系統的離軸頻率響應不對稱。在 D'Appolito MTM arrangement當中採用對稱的單元擺放，使得搭配三階分音器時仍有對稱的離軸響應。
三階分音器時常由一階或二階分音器電路所組成。

#### 四階分音器

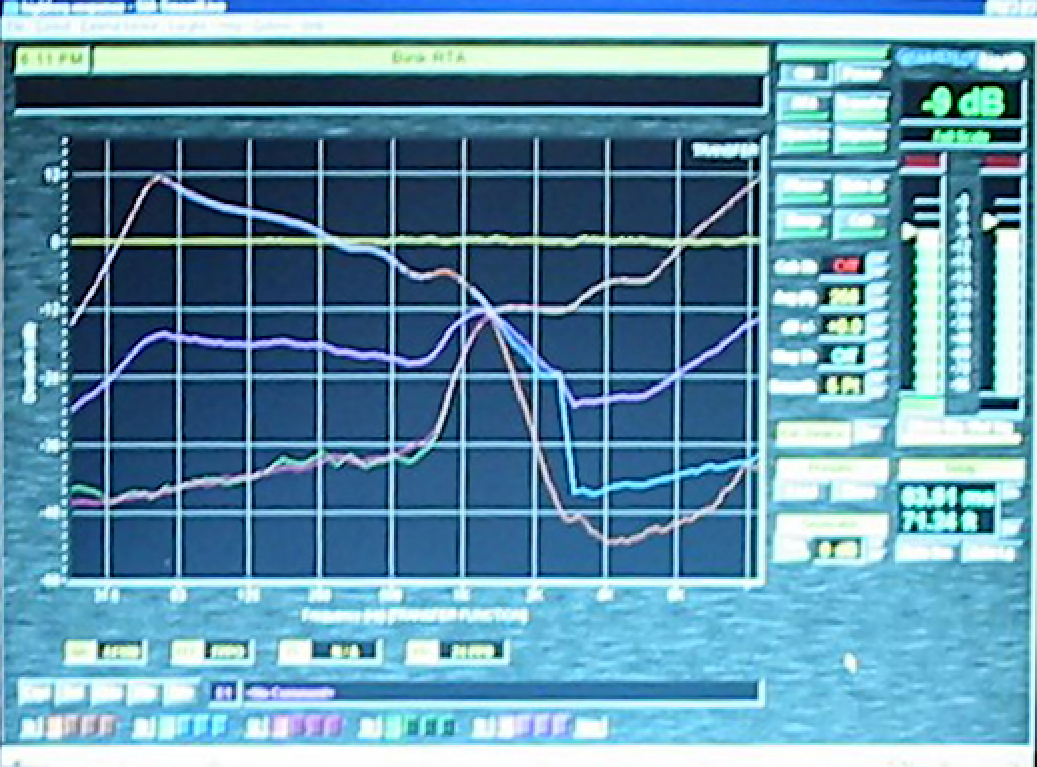
Fourth-order crossover slopes shown on a Smaart transfer function

四階分音器具有80 dB/decade (24 dB/octave) 分頻斜率。考慮到大量被動元間之間的交互作用，四階分音器很難以被動的方式實現。斜率陡峭的分音電路對於元件誤差的容忍度較低，對於容性負載或感性負載的配接錯誤也更敏感。對於分頻點為-6dB、疊加後頻率響應平坦的四階分音器，其轉換函數稱作 Linkwitz-Riley crossover ，可由兩只二階巴特沃斯濾波器串接而成。這類濾波器的輸出相位一致，避免了多個帶通濾波器的輸出訊號互相疊加時某些頻率範圍反相的狀況，例如在多頻帶壓縮器的輸出級。不過，揚聲系統的分音器輸出並不要求相位一致，因為考慮到揚聲器單元的物理特性，平坦的響應通常需要非對稱的分音器設計。 如此，貝塞爾濾波器，巴特沃思濾波器 與 切比雪夫濾波器都在考慮名單之內，而Linkwitz-Riley濾波器則否。
高階數的分音器有較嚴重的過衝與震盪問題，但同時具有關鍵的幾項優點： 即使採用被動式設計，仍可允許高音單元搭配較低的分頻點並提高承受功率。同時揚聲器單元之間的頻率重疊較低，可顯著減少離軸響應的旁瓣與其它非理想效應。根據以上所述，高階數分音器對於揚聲器單元的擺放限制較低，在車用音響等單元擺放多變的場合，高階數系統有明顯優勢。

#### 更高階數的分音器
高於四階的被動分音器難以設計。而主動分音器或揚聲器管理系統當中，可提供高達 96 dB/octave 的分頻斜率。

#### 混合階數分音器
分音器可由不同階數的電子濾波器組成。如：二階低通濾波器搭配三階高通濾波器。這樣的組合絕大多數使用在被動的系統當中，通常是使用電腦軟體進行最佳化的結果。在單元之間無法進行時域對齊時，高階數的高通濾波器有時被用來補償低音單元與高音單元之間的時間差。